# 有機的組織
有機的組織（ゆうきてきそしき、英語: organic organisation）とは組織の形態の概念を意味する。
組織の雰囲気が緩やかであり、しがらみも少なく自由な雰囲気の組織をさす。また明文化された規則は少なく、あっても拘束力は弱い。そのため構成員は自らが何をするべきか考えなければならない。組織内の階層は不明確であり、権限も分権化されている。不安定であったり変化の激しい環境に置かれている場合には、構成員が柔軟な発想で臨機応変に問題対処する事に有利であるとされる事から、有機的組織という形になっている事が多い。これとは反対に安定して固定されている組織は機械的組織と呼ばれる。